# USC Freiburg
Der Universitätssportclub Freiburg (abgekürzt USC Freiburg) ist ein Mehrspartensportverein und einer der größten Basketballvereine Deutschlands. Der Verein wurde 1953 gegründet und hat seit 1972 eine Basketball-Abteilung. Neben vielen Jugendmannschaften gibt es eine Bundesliga-Damenmannschaft, die USC Eisvögel, und eine Herrenmannschaft in der Regionalliga Baden-Württemberg Gr.A
Der USC Freiburg war mit Stand 31. Dezember 2011 der Mitgliedsverein des Deutschen Basketball Bundes, der über die meisten Teilnehmerausweise (Anzahl: 595) verfügte. In den folgenden Jahren wurde der USC vom ersten Platz in dieser Liste verdrängt, mit Stand 31. Dezember 2021 lag der Verein mit 731 Teilnehmerausweisen auf dem vierten Rang.

## Basketball

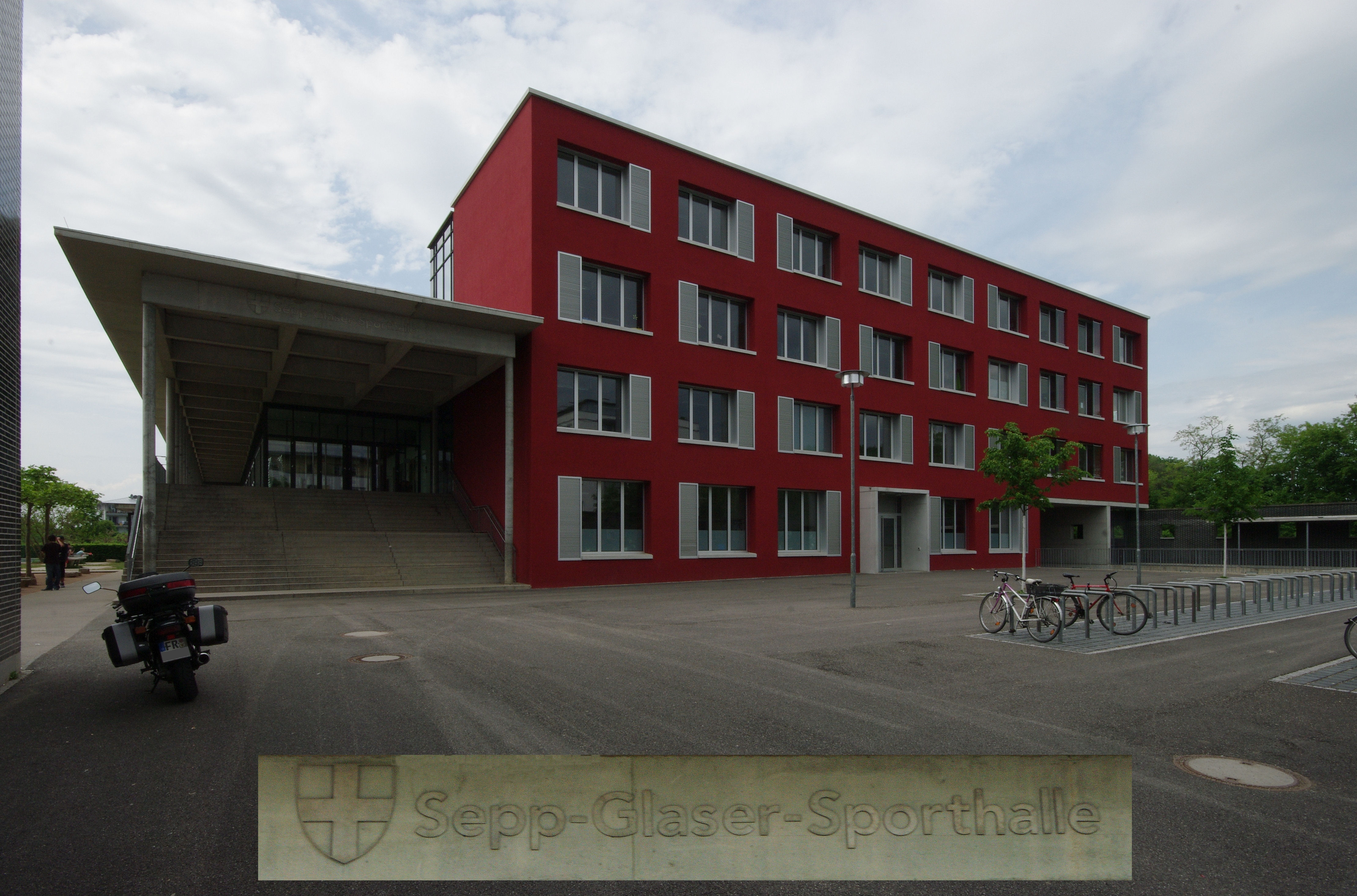
Eingangsbereich Westseite der Sepp-Glaser Halle

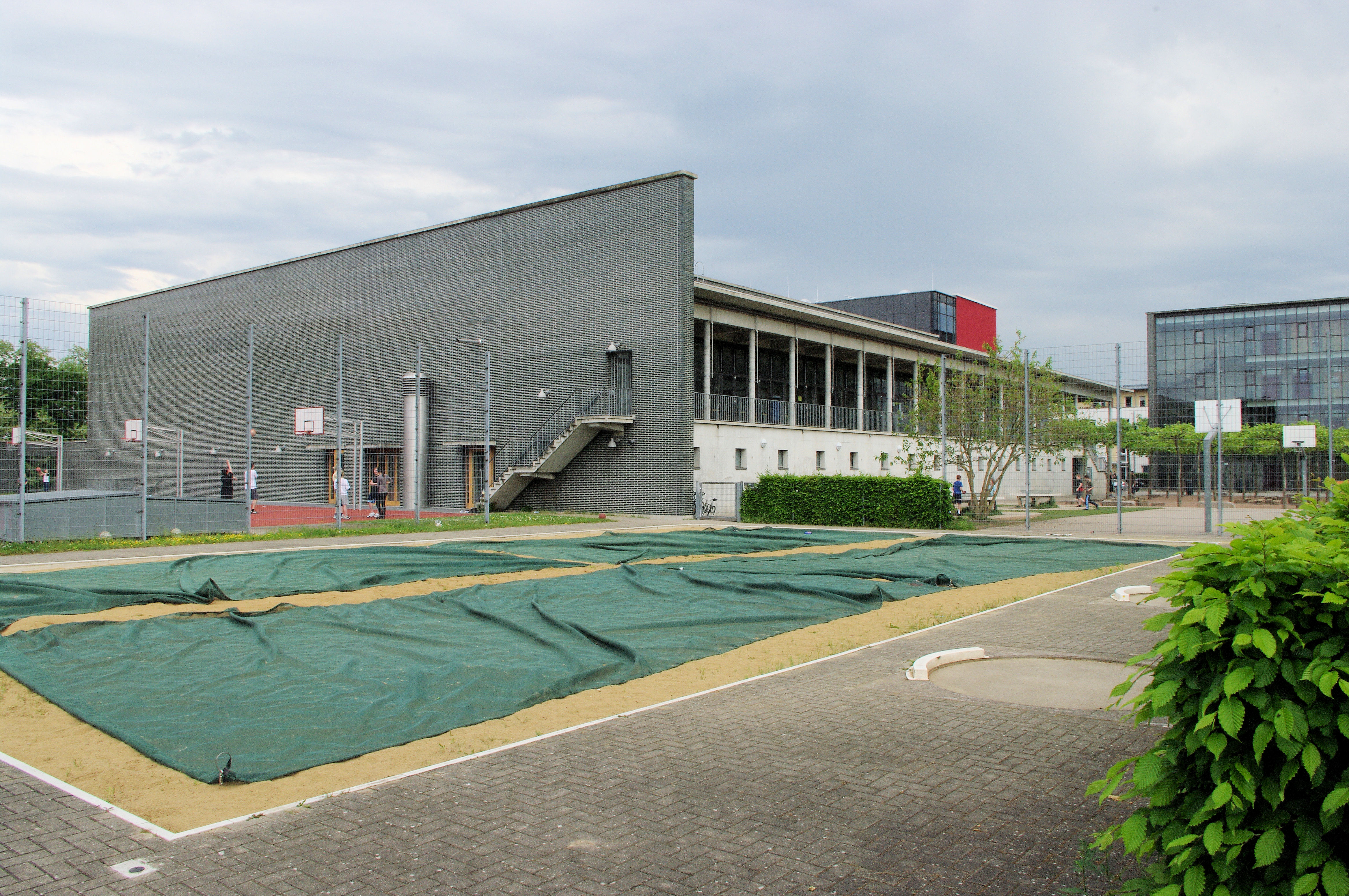
Sepp-Glaser Halle

Nach der Gründung der Basketballabteilung im USC Freiburg schlossen sich mehrere Spieler der Freiburger Turnerschaft dem USC an. Erster Vorsitzender des USC-Freiburg war der Biophysiker Norbert Kleine von 1968 bis 1972 und von 1974 bis 1977. 1977 stieg die USC-Herrenmannschaft in die 2. Basketball-Bundesliga auf, 1978 aber wieder ab. Die ab Ende der 1970er verstärkt betriebene Nachwuchsarbeit und eine Ausrichtung auf den Leistungssport ging insbesondere auf die Arbeit von Klaus Westerhoff, Siegfried Eckert und Dieter Schmidt-Volkmar zurück. Eckert war langjährig Abteilungsleiter, Funktionär im Gesamtverein und auf Verbandsebene sowie Schiedsrichter und Jugendtrainer. Auch Schmidt-Volkmar leitete die USC-Basketballabteilung, 1991 wurde er Vorsitzender des Basketballverbands Baden-Württemberg.
1989 kehrte der USC in die 2. Bundesliga zurück, Trainer zu dieser Zeit war Hans-Jürgen Muri, zum Spieleraufgebot gehörte auch Michael Schwarz, der sich in der Freiburger Nachwuchsabteilung zum Jugendnationalspieler entwickelt hatte. Mehrere Spieler der A-Jugend, die 1996 deutscher Meister wurde, gehörten zur Freiburger Herrenmannschaft, welche in der Saison 1996/97 unter der Leitung von Trainer Petar Jurić in die Basketball-Bundesliga aufstieg. Die Badische Zeitung nannte den Aufstieg „die größte Überraschung im deutschen Bundesliga-Basketball der vergangenen Jahre“. Der Erfolg stand im April 1997 nach einem 74:71-Sieg in der Aufstiegsrunde gegen die BG Ludwigsburg fest. Zu dieser Partie waren rund 300 Anhänger aus Freiburg mit nach Ludwigsburg gereist, um ihre Mannschaft dort zu unterstützen. Zuvor hatte der USC die Hauptrunde in der Südstaffel der 2. Bundesliga auf dem ersten Tabellenplatz abgeschlossen. Leistungsträger der Aufstiegsmannschaft wie Sava Stefanović, Michael Schwarz, Pascal Roller, Robert Maras und Zvonimir Paradzik blieben dem USC auch in der Bundesliga erhalten und bildeten das Gerüst des Aufgebots für die Saison 1997/98. Einen Wechsel gab es jedoch auf der Trainerposition: Mit Aufstiegstrainer Jurić wurde sich der USC nicht einig, Veselin Matić betreute Freiburg im Premierenspieljahr in der Bundesliga. Der Mannschaftshaushalt für das erste Bundesliga-Jahr betrug beim USC 800 000 D-Mark und war somit geringer als bei allen anderen Vereinen der Liga. Die Freiburger schlossen die Saison 97/98 mit einem Sieg und 23 Niederlagen ab. Da sich im Laufe des Spieljahres die Ruhr Devils zurückgezogen hatten, lag der USC am Ende der Saison auf dem vorletzten Tabellenrang. Bester Korbschütze der Freiburger Mannschaft im ersten Bundesliga-Jahr war Stefanović mit 17,5 Punkten je Begegnung.
Trotz des vorletzten Abschlussplatzes blieb der USC Freiburg in der Bundesliga. Im Vorfeld der Saison 1998/99 wurde der Finne Ari Tammivaara als neuer Trainer eingestellt. Das Gerüst des Spieleraufgebots um Stefanović, Roller, Maras, Paradzik und Schwarz blieb erhalten. Mit Oliver Narr wechselte ein USC-Spieler im Sommer 1998 zum italienischen Spitzenverein Benetton Treviso. Der USC landete in der Saison 98/99 wieder auf dem vorletzten Bundesliga-Tabellenplatz (vier Siege, 22 Niederlagen) und stieg in die 2. Bundesliga zurück.
Bei der Teilung der 2. Bundesliga in ProA und ProB im Jahr 2007 wurde der USC gemäß der Platzierung in der Vorsaison der ProB zugeordnet. Obwohl man in der Saison 2008/09 nur knapp dem Abstieg in die Regionalliga entkommen war, stieg man in der Sommerpause 2009 in die ProA auf, da andere Bewerber verzichteten und Freiburg das Teilnahmerecht zugesprochen bekam. Im Mai 2011 wurde dem USC Freiburg die ProA-Lizenz entzogen, da der Liga gewisse Unterlagen nicht vorgelegt worden waren. Auch für die ProB gab es keine Teilnahmeberechtigung. Daher wurde in den Saisons 2011/12 und 2012/13 in der vierten Liga (1. Regionalliga Südwest) gespielt, bevor im Jahr 2013 der freiwillige Abstieg in die Fünftklassigkeit (2. Regionalliga Südwest-Süd) folgte. Nach der Saison 2013/14 folgte der Abstieg in die Oberliga Baden, von wo es nach der Saison 2014/15 für eine Saison (2015/16) zurück in die zweite Regionalliga (ehemals Regionalliga Südwest-Süd) ging. Im Mai 2016 ging es zurück in die Oberliga, was für die zweite Mannschaft des USC den Gang in die Landesliga bedeutete. In der Saison 2017/18 stiegen die Freiburger Herren als Meister der Oberliga Baden wieder in die Regionalliga Baden-Württemberg auf. In den Spielzeiten 2017/18, 2018/19 und 2019/20 wurden die USC-Männer von Trainer Nico Meyer betreut.

### Jugend
1995 wurde die männliche A-Jugend des USC in Hagen Dritter der deutschen Meisterschaft in Hagen, 1996 gewannen die Freiburger in eigener Halle durch einen 107:74-Endspielsieg über Eintracht Frankfurt in derselben Wettkampfklasse dann den deutschen Meistertitel. In der männlichen U16 wurden die Freiburger Buben 1996 Dritter der deutschen Meisterschaft.
Der USC gehörte 2006 zu den Gründungsmitgliedern der Nachwuchs-Basketball-Bundesliga (NBBL). Nach der Saison 2007/2008 konnte die Mannschaft sich nicht für den weiteren Verbleib qualifizieren. In der Saison 2010/2011 war der USC wieder in der JBBL sowie in der im Vorjahr neu eingeführte WNBL (Weibliche-Nachwuchs-Basketball-Bundesliga) vertreten sein. 2015 trug der USC das Endturnier des Jugendpokals der männlichen U18 aus und wurde Dritter.

## Abteilungsleitung
| Name                | Aufgabe                                                              |
| ------------------- | -------------------------------------------------------------------- |
| Siegfried Eckert    | Abteilungsleiter                                                     |
| Oliver Mayer        | Geschäftsführer, Sportkoordinator männlich und Grundschulkoordinator |
| Jörg Schulz         | Stellv. Abteilungsleiter                                             |
| Oliver El-Helou     | Koordinator für Jugendfragen                                         |
| Tobija Letzer       | Schiedsrichterkoordinator                                            |
| Bahadir Zeybek      | Grundschulkoordinator                                                |
| Uwe Stasch          | Sportkoordinator weiblich                                            |
| Friedericke Fischer | Koordinatorin für Chancengleichheit, Anti-Doping und Datenschutz     |

## Herrenmannschaft

### Spieler der Herrenmannschaft
| Nr. | Name                  | Nationalität | Position      | Geb.dat.    | Größe  |  |
| --- | --------------------- | ------------ | ------------- | ----------- | ------ |  |
|     | Markus Vallila        | Finnland     | Forward       | 19.05.1993  | 1,93 m |  |
|     | Maximilian Mayer      | Deutschland  | Point Guard   | 02.04.1998  | 1,77 m |  |
|     | Aljoscha Lipski       | Deutschland  |               |             | 1,98 m |  |
|     | Alexander Tecklenborg | Deutschland  | Forward       | 12.07.1997  | 1,89 m |  |
|     | Fabian Ristau         | Deutschland  | Guard/Forward | 24.02.1989  |        |  |
|     | Bo Arnold             | Deutschland  |               |             |        |  |
|     | Oliver Vosti          | Schweiz      |               |             |        |  |
|     | Christian Schmid      | Deutschland  |               |             |        |  |
|     | Linus Kriegl          | Deutschland  | Guard         |             | 1,88 m |  |
|     | Lars Dier             | Deutschland  | Point Guard   | 10.12.1980  | 1,83 m |  |
|     |                       | Nils Dufour  | Frankreich    | Point Guard |        |  |

### Trainer der Herrenmannschaft
| Amtszeit     | Name                    |
| ------------ | ----------------------- |
| 1993–1997    | Petar Jurić             |
| 1997–1998    | Veselin Matić           |
| 1998–2001    | Ari Tammivaara          |
| 2001–2002    | Alexander Chartschenkow |
| 2002–2003    | Arman Kazarian          |
| 2003–2004    | Keith Gray              |
| 2004–2006    | Ivan Vojtko             |
| 2006–2008    | Petar Jurić             |
| 2008–2010    | Markus Zilch            |
| 2010–12/2010 | Mihajlo Derković        |
| 12/2010–2011 | Toni Radić              |
| 2011–2012    | Paul Kempf              |
| 2013–2017    | Oliver Mayer            |
| 2017–2020    | Nico Meyer              |
| seit 2020    | Oliver Mayer            |

## Ehemalige/bekannte Spieler
- Pascal Roller (Karriere beendet)
- Michael Schwarz (Karriere beendet)
- Robert Maras (Karriere beendet)
- Babis Douloudis (Karriere beendet)
- Kosta Karamatskos
- Carl Mbassa (Karriere beendet – Headcoach BIS Baskets Speyer)
- Marin Petrić (Karriere beendet)
- Christoph Roquette (Karriere beendet)
- Björn Schoo (Karriere beendet)
- Phillip Sellers (Karriere beendet)
- Sava Stefanović (Karriere beendet)

## Bekannte Spieler aus der USC-Nachwuchsarbeit
- Michael Schwarz
- Robert Maras
- Zvonimir Paradzik
- Olaf Hollenkamp
- Philip Gabriel
- Patrick Kodjoe
- Jens Temme
- Philipp Friedel
- Justin Raffington
- Fabian Ristau